# سامي سنجد
الدكتور سامي سنجد هو طبيب أطفال لبناني أمريكي عرف عنه اكتشاف مرض يحمله اسمه هو متلازمة سنجد سقطي مع الطبيبة نادية عوني سقطي.
تخرج من كلية الطب عام 1965 وعمل في مستشفى الجامعة الأمريكية في بيروت. عمل أيضا في مستشفى الملك فيصل التخصصي في الرياض في المملكة العربية السعودية.

## المصدر
- Biography of Sami A. Sanjad